# Метод аналогій
Метод аналогій — дає змогу встановити відношення еквівалентності (відповідності, схожості) між двома системами, що розглядаються, за деякими ознаками. Будь-яка з цих систем може реально існувати або бути абстрактною. Якщо два або декілька явищ, різних за своєю фізичною природою, можуть бути описані одним й тим же диференційним рівнянням із збереженням граничних умов, то ці явища називають аналогічними. Метод
аналогій розширює можливості вивчення явищ і уже давно одержав широке розповсюдження.

## Загальний опис
У широкому розумінні, метод аналогій — це важливий евристичний метод рішення творчих задач. Застосування аналогії є проміжною ланкою між інтуїтивними і логічними процедурами мислення. У рішенні творчих задач використовують конкретні й абстрактні аналогії.
Наприклад, ведуться пошуки аналогії живої природи і перенесення їх у галузь неживих предметів (у галузі техніки). У цих останніх аналогіях можуть бути, у свою чергу, встановлені аналогії за формою, структурою, функціях, процесах тощо.
Сьогодні у багатьох галузях технічної механіки взагалі і в механіці
рідин та газів зокрема успішно використовуються електричні, газогідравлічні, акустичні, магнітні, теплові та інші аналогії. В гідродинаміці застосовують такі аналогії: електрогідродинамічна (ЕГДА), газогідравлічна (ГАГА), гідромагнітна (МАГА), мембранна, ламінарна, теплова і дифузійна.

## Приклади
Аналогія електрогідродинамічна. Математичним аналогом поля швидкості у потоці ідеальної рідини може служити як стаціонарне електричне поле в потоці однорідного провідного середовища (аналогія v, E), так і органічно зв’язане з ним поле густини струму (аналогія v, j). Оскільки звичайно на електричних моделях безпосередньо вимірюють величини Е і φ (а не величини j і φj), то слід скористатися аналогією v, E, однак аналогія  v, j є більш повною. Дійсно, на поверхні провідника, по якому протікає струм, дотична складова вектора Е залишається безперервною і тут розподілені тільки джерела електричного поля, у той час як на межі рухомої рідини безперервна нормальна складова її швидкості і тут розподілені вихори вектора.
Таким чином, реальним поверхневим вихорам вектора v на межі потоку відповідають лише фіктивні вихори вектора E другого роду на поверхні обтічного струмом провідника. Між тим поле густини струму повністю локалізоване всередині провідника, на поверхні якого існують реальні вихори вектора j, аналогічні вихорам вектора v. Величини, які порівнюються в аналогії v, j, наведені в табл. 3.1. 

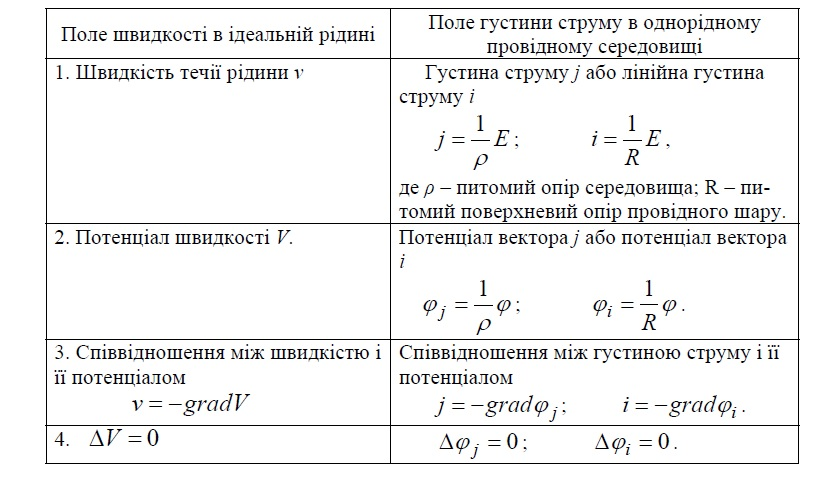

Принципова схема пристрою для накладення зовнішнього однорідного електричного поля і вихрового електричного поля тороїдальних електромагнітів із застосуванням аркушів фольги (Л) розміром 200х50 см і товщиною 12 мк; abcda — рамка спаяна з мідного дроту діаметром 2,25 мм; l — латунні електроди, встановлені з кроком 2 см; — опір каналів; В — вимикачі; Р — перемикачі режиму роботи; ПЗ — подвійний зонд; Е — тороїдальний електромагніт.

Приклад застосування методу аналогій - швидкість рідини моделюється густиною електричного струму (див. табл.)

При побудові моделі використовують алюмінієву фольгу або провідний папір, у вигляді прямокутного аркуша з рамкою із мідного дроту 
Величини, які порівнюються в аналогії v, j
При побудові моделі використовують алюмінієву фольгу або провідний папір, у вигляді прямокутного аркуша з рамкою із мідного дроту. Рамка міцно притискається до аркуша болтами, при цьому її присутність не буде заважати створенню в аркуші подовжнього або поперечного зовнішнього однорідного поля. Для цього лише необхідно
включити відповідні сторони рамки у ланцюг паралельно провідному
аркушу і досягти в них такого ж розподілення потенціалу, яке встановлюється на аркуші без рамки. При цьому живлення аркуша здійснюється за допомогою рівномірно розподілених електродів, включених через
достатньо великий опір (рис.).
У подовжньому режимі роботи відношення довжини підвідних
дротів до довжини сторін рамки bc і da повинно дорівнювати відношенню сумарного опору живильних каналів до опору провідного аркуша.
Відповідно у поперечному режимі відношення довжини підвідних дротів до довжини сторін рамки ab і cd повинно дорівнювати відношенню сумарного опору «поперечних» каналів до опору моделі при цьому способі включення її у ланцюг.
Для того щоб відтворити це поле на прямій моделі, потрібно на листі провідного паперу заклеїти область обмежену профілем L. Підготовлений до роботи пристрій підключається до вторинної обмотки знижувального трансформатора. Лінійна густина струму повинна бути порядку 1 А/см. Накривши фольгу папером на ній олівцем проводять з постійним інтервалом силові лінії. Після побудови на прямій моделі ізопотенціальні лінії з потенціалом φL , знаходять особливі точки поля О і О′, які розділяють контур на дві частини; в одну з них струм входить, з іншої виходить. Вимірюють розподіл потенціалу вздовж контуру L.
Таким чином, описаний пристрій дає можливість імітувати поле швидкості і обтікання тіла будь-якого профілю у необмеженому рідкому середовищі (напр., частинки в робочому каналі збагачувальної машини).